# Rathdrum
Rathdrum – miasto w Stanach Zjednoczonych, w stanie Idaho, w hrabstwie Kootenai.